# 945年
| 千纪： | 1千纪 |
| 世纪： | 9世纪 \| 10世纪 \| 11世纪 |
| 年代： | 910年代 \| 920年代 \| 930年代 \| 940年代 \| 950年代 \| 960年代 \| 970年代 |
| 年份： | 940年 \| 941年 \| 942年 \| 943年 \| 944年 \| 945年 \| 946年 \| 947年 \| 948年 \| 949年 \| 950年                                                                                            |
| 纪年： | 乙巳年（蛇年）；闽天德三年；殷天德三年；卓俨明天福十年；于阗同慶三十四年；契丹会同八年；南汉乾和三年；后蜀广政八年；后晋（吴越、荆南、马楚）开运二年；南唐保大三年；大理文经元年；日本天慶八年 |

## 大事记
- 中国
  - 朱文進死後，殷帝王延政改称闽帝，結束閩國內亂，隨即遭南唐大軍壓境，閩國滅亡，建州、汀州為南唐所得，福州為李仁達割據（947年併入吳越），而泉州、漳州雖名義上向南唐臣服，但實際保持自治。
- 西亞
  - 白益王朝攻占了美索不達米亞和巴格達，阿拔斯王朝主導的伊斯蘭哈里發此後就成為了白益王朝操縱的傀儡。
- 歐洲
  - 俄羅斯留裡克王朝的實際創建者伊戈爾·留里科維奇在率領親兵進行索貢巡行時，企圖征取雙倍的貢賦，結果被忍無可忍的德列夫利安人殺死，其子斯維亞托斯拉夫·伊戈列維奇繼位，遺孀奧麗加為攝政。

## 逝世
- 朱文進，五代十國時期閩國君主。
- 卓俨明，五代十國時期福州君主。
- 楊思恭，五代十国时期闽国、殷国官员。
- 伊戈爾·留里科維奇，基輔大公。